# 勒布箭竹
勒布箭竹（学名：Fargesia farcta）为禾本科箭竹属下的一个种。

## 扩展阅读
- 維基物種上的相關：勒布箭竹